# 大利実
大利 実（おおとし みのる、1977年〈昭和52年〉 - ）は、日本のスポーツライター。野球に関する取材・執筆活動を専門としており、特に神奈川県の高校野球に関する著作で著名である。

## 略歴
1977年（昭和52年）、神奈川県横浜市港南区で生まれる。小学生のころに野球と出会い、野球ファンになった。当時の大利は、野球をプレーすることよりも観戦することのほうが好きで、選手名鑑を愛読書にしていたほどであったという。また、父親の実家が高校野球の全国大会が開催される阪神甲子園球場の近隣であったことから、夏休みには高校野球を生で観戦していた。
神奈川県立港南台高等学校（現・神奈川県立横浜栄高等学校）を経て、成蹊大学へ進学。大学卒業後は、すぐにスポーツライター事務所へ入所し、アシスタントとして働き始めた。文字起こしや情報収集といったスポーツライターの基礎を2年間かけて学んだのち、2003年（平成15年）に独立した。ライターとしてのキャリアのスタートは、中学軟式野球の取材活動であり、その後も野球に関する取材や執筆を続けている。

## 活動
中学軟式野球や高校野球を中心に取材を行っている。記事の執筆を手掛ける雑誌は『野球太郎』『中学野球太郎』『ホームラン』『ベースボール神奈川』などがある。このほか、野球に関する著書を多数出版している。また、メールマガジン配信サービスのまぐまぐでは、『大利実のメルマガでしか読めない中学野球』と題して中学野球に関する記事を配信している。
特に神奈川県の高校野球には造詣が深く、数十年にわたって取材を続けている。大利は、その魅力について、歴史の積み重ねを第一に挙げ、ある監督が覇権を築いては別の監督がそれを打ち破ろうと台頭してきたり、監督として弟子同士が戦ったり、ライバル関係が構築されたりといった神奈川県の高校野球で展開されてきたストーリーを大河ドラマになぞらえて語った。
スポーツライターは、スポーツ新聞記者とは異なり、速報性よりも選手が歩んできた過程や監督の心理などを掘り下げていくことが大切であると語り、取材の積み重ねを心掛けている。スポーツライターとして最も重視していることは「見る」ことである。大利は、各地に赴き取材対象の試合を生で見ることを何よりも大切にしていると語った。また、自分の書いた記事がきっかけで人と人とがつながり、野球が発展していくことや、取材を通して野球に取り組む子供たちの成長過程を見届けられることにやりがいを感じるという。

## 評価
野球の専門メディアであるTimely!は、大利を「長年にわたり中学軟式野球と高校野球を精力的に取材されているスポーツライター」とし、「神奈川の高校野球を語る上で欠かすことのできない人物」と位置付けている。また、朝日新聞では「監督たちから信頼を得た」ライターであると紹介され、信頼関係に基づいて監督たちから聞き出した細やかなエピソードが評価された。このほか、大利のメールマガジンは、新聞やスポーツ誌にも掲載されないような細かな情報が徹底的に取材されていることや、野球を通じた子育て論などの中学野球ならではの内容が評価され、『まぐまぐ大賞2014スポーツ部門』に選出されている。

## 著書
- 大利実『中学の部活から学ぶわが子をグングン伸ばす方法 カリスマ指導者8人のコーチング術』大空出版、2011年。ISBN 9784903175324。
- 大利実『高校野球 神奈川を戦う監督たち』日刊スポーツ出版社、2013年。ISBN 9784817203038。
- 大利実『高校野球 神奈川を戦う監督たち2 神奈川の覇権を奪え！』日刊スポーツ出版社、2014年。ISBN 9784817203199。
- 大利実『101年目の高校野球 「いまどき世代」の力を引き出す監督たち』インプレス、2016年。ISBN 9784844381143。
- 大利実『変わりゆく高校野球 新時代を勝ち抜く名将たち 「いまどき世代」と向き合う大人力』インプレス、2017年。ISBN 9784295001331。
- 大利実『激戦神奈川高校野球 新時代を戦う監督たち』インプレス、2018年。ISBN 9784295003830。
- 大利実『高校野球界の監督がここまで明かす！ 野球技術の極意』カンゼン、2018年。ISBN 9784862554475。
- 大利実『名将たちが語る「これから」の高校野球 紡がれる100の歩み 伝統の継承と革新』インプレス、2018年。ISBN 9784295004103。
- 大利実『高校野球継投論 継投を制するものが甲子園を制す』竹書房、2019年。ISBN 9784801919174。
- 大利実『高校野球界の監督がここまで明かす！ 打撃技術の極意』カンゼン、2020年。ISBN 9784862555557。
- 大利実『高校野球界の監督がここまで明かす！ 投球技術の極意』カンゼン、2021年。ISBN 9784862556073。
- 大利実『中学野球の教科書』カンゼン、2022年。ISBN 9784862556363。

ほか共著多数。